# Evelyn Davis
Pour les articles homonymes, voir Davis.
Evelyn Davis (née en 2004) est une nageuse britannique.

## Palmarès

### Championnats d'Europe
- 2020 à Budapest :
  -  Médaille d'or du 4 × 100 m nage libre (ne nage pas la finale).

### Championnats d'Europe juniors
- 2019 à Kazan :
  -  Médaille de bronze du 4 × 100 m quatre nages.
- 2021 à Rome :
  -  Médaille d'argent du 4 × 100 m nage libre.
  -  Médaille d'argent du 4 × 100 m quatre nages.
  -  Médaille de bronze du 100 m nage libre.

### Festival olympique de la jeunesse européenne
- 2019 à Bakou :
  -  Médaille d'or du 4 × 100 m nage libre mixte.
  -  Médaille d'argent du 4 × 100 m nage libre.
  -  Médaille d'argent du 4 × 100 m quatre nages (ne nage pas la finale).